# Comuna Zorile, Orhei
Comuna Zorile este o comună din raionul Orhei, Republica Moldova. Este formată din satele Zorile (sat-reședință), Inculeț și Ocnița-Țărani.

## Demografie
Conform datelor recensământului din 2014, comuna are o populație de 899 de locuitori. La recensământul din 2004 erau 1.027 de locuitori.

## Administrație și politică
Componența Consiliului local Zorile (9 consilieri), ales la 5 noiembrie 2023, este următoarea:
|  | Partid                                        | Consilieri | Componență | Componență | Componență | Componență | Componență | Componență | Componență |
|  | --------------------------------------------- | ---------- | ---------- | ---------- | ---------- | ---------- | ---------- | ---------- | ---------- |
|  | Partidul Dezvoltării și Consolidării Moldovei | 7          |            |            |            |            |            |            |            |
|  | Partidul Acțiune și Solidaritate              | 2          |            |            |            |            |            |            |            |